# Sveriges utsädesförening

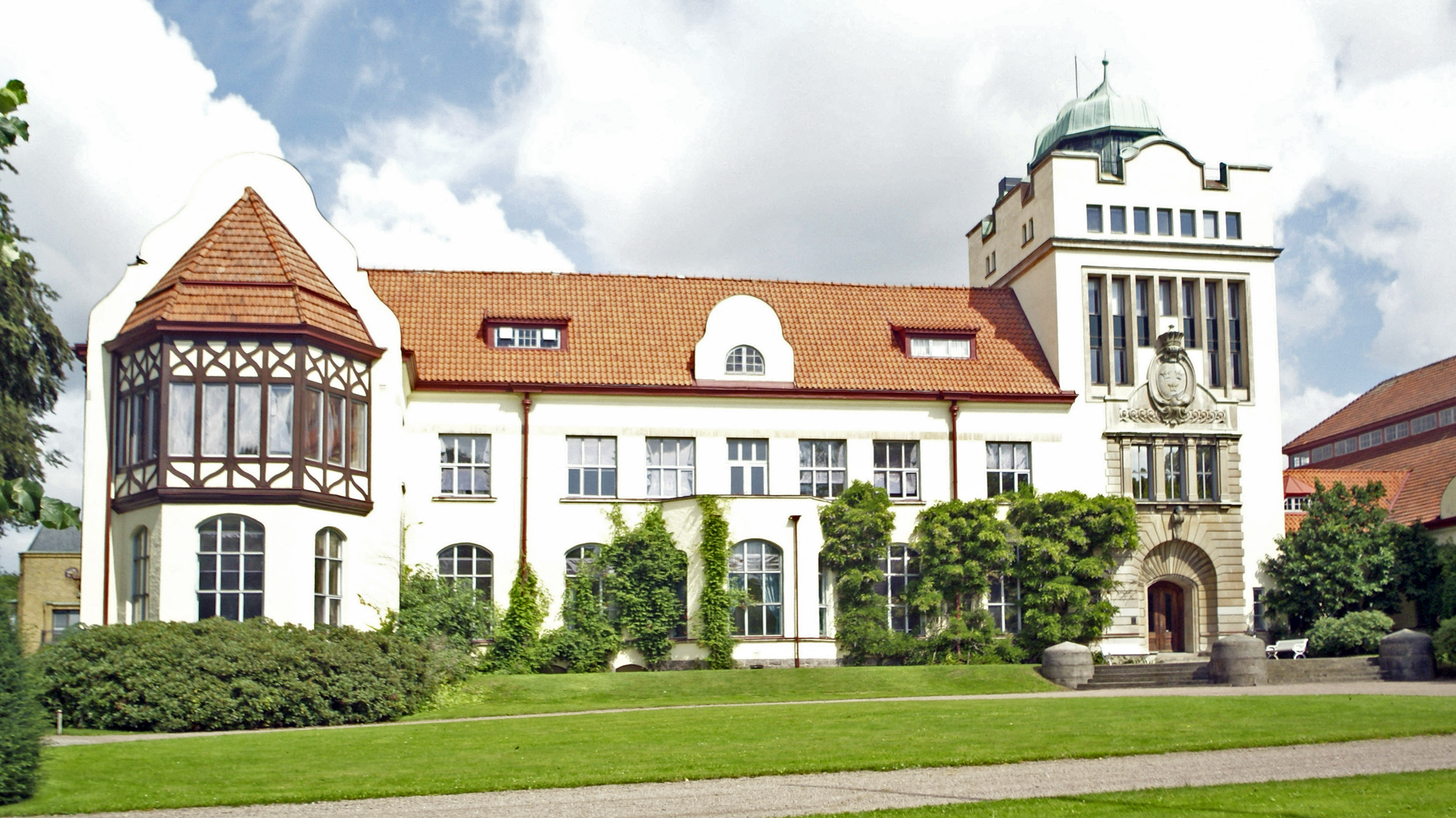
Institutionsbyggnaden i Svalöv

Sveriges utsädesförening bildades 1886 på initiativ av de skånska lantmännen Birger Welinder och friherre Fredric Gyllenkrook under namnet Sydsvenska föreningen för odling och förädling af utsäde. År 1887 utsträcktes verksamheten till hela landet, till följd varav föreningens namn ändrades till Allmänna svenska utsädesföreningen. År 1894 upptog föreningen i sig den 1888 stiftade Mellersta Sveriges utsädesförening, som haft sin huvudstation i Örebro, och antog namnet Sveriges utsädesförening. Föreningen inrättade genast efter sin stiftelse en förädlingsanstalt för lantbruksväxter och i första rummet sädesväxter på Welinders egendom Svalöv, och samtidigt igångsattes därifrån försäljning av utsäde i föreningens namn. För spridandet av förädlingsanstaltens sorter bildades 1890 ett med föreningen samarbetande Allmänna svenska utsädesbolaget.
Förädlingsarbetet, vars ledning först anförtroddes åt holsteinaren Th. Bruun von Neergaard, utfördes till en början i huvudsaklig överensstämmelse med det i Tyskland brukliga "metodiska massurvalet", men med tillhjälp av åtskilliga av Neergaard konstruerade sinnrika apparater för mätning och undersökning. Några på detta sätt behandlade utländska sorter tilldrog föreningen stor uppmärksamhet. 
Sedan Neergaard 1891 efterträtts av Hjalmar Nilsson, övergick man till att bilda rena sorter genom förökning efter utvalda enstaka plantor; "pedigreemetoden", och lyckades därigenom snart framställa ett antal framstående sorter av förut okänd likformighet och beständighet. Från början av 1900-talet började man även och i allt större utsträckning använda korsning för att framställa nya sorter, därvid ledd av de nya mendelska genetiken, för vilken föreningens tjänsteman Herman Nilsson-Ehle var en framstående representant. 1908 färdigställdes den nya institutionsbyggnaden som ritats av Axel Anderberg
Bland de vetenskapliga krafter, som verkat vid Svalöv, märks även Hans Tedin, Pehr Bolin och Erik W. Ljung. Förädlingsanstaltens värdefulla arbete vann stort erkännande så inom som utom landet, bland annat genom rikligt understöd från stat och hushållningssällskap, och fick därigenom alltmer karaktär av en offentlig anstalt. Det genom arbetenas utsträckning och i synnerhet genom kostnaderna för uppförande av en ståtlig institutionsbyggnad starkt ökade behovet av statsunderstöd framkallade frågan om ett fullständigt förstatligande. Anstalten fortsatte dock att tillhöra föreningen, men staten kom så gott som ensam att underhålla densamma och tillsatte flertalet ledamöter i dess styrelse. Nilsson efterträddes 1925 som föreståndare av Nilsson-Ehle, vilken med bibehållande av sin professur i Lund förlade till Svalöv den med denna tjänst förenade försöksinstitutionen.  Åren 1939-55 var Åke Åkerman föreståndare för att efterträdas av Erik Åkerberg (1956-71).                                   
Sveriges utsädesförening sammanslogs 1980 med Allmänna svenska utsädes AB i Svalöv, varvid företaget Svalöf AB bildades. Detta bolag var hälftenägt av svenska staten och Lantmännen. År 1993 sammanslogs Svalöf AB med W. Weibull AB och fick då namnet Svalöf Weibull AB, från 2010 Lantmännen SW Seed.